# 莎拉·潔西卡·帕克
莎拉·潔西卡·帕克（英語：Sarah Jessica Parker，1965年3月25日—），美國女演員和製作人。她最著名的角色是於《慾望城市》中飾演專欄作家凱莉·布雷蕭，因此獲得四座金球獎和兩座艾美獎。

## 生平

### 早年生活
帕克出生在俄亥俄州奈爾森維爾（Nelsonville），母親芭芭拉（Barbara Keck Forste, 1938年7月—）是一名幼兒園的經營者兼教師，父親史蒂芬·帕克（Stephen Parker）是一名企業家兼記者。父親於紐約市布魯克林長大，有猶太血統，而且信奉猶太教，家族的原姓氏為「Bar-Kahn」（意指Kohen之子）。帕克本人也表示她也是一名猶太人。帕克的雙親於她年幼時已經離婚，母親改嫁保羅·佛斯特（Paul Forste, 1946年6月－），帕克之後跟隨母親、繼父和其他七位兄弟姊妹過日子（三位是親兄弟姊妹，四位是同母異父的兄弟姊妹）。
帕克年輕時接受歌唱和芭蕾舞的訓練，很快地到紐約市百老匯演出《The Innocents》。之後，全家搬到俄亥俄州辛辛那提，再搬到靠紐約市的Dobbs Ferry，也就是帕克開始擔任兒童演員的地方。1977年，全家又搬到紐約市曼哈頓和皇后區之間的新市鎮羅斯福島，之後又搬到紐澤西州的Englewood就讀高級中學。

### 慾望城市
1998年，派克收到一份HBO的喜劇劇本，名為「慾望城市」，此劇的創造者戴倫·史達認定她得在劇中擔綱一角，儘管帕克對於拍攝長時間的電視影集有疑慮，但仍然接下此工作。
此電視劇於短時間內已受到極大迴響，派克的知名度也跟著水漲船高，儘管劇情裡含有許多成人的話題，她仍堅持不在劇中裸露。派克從第三季起成為製作人，於2004年贏得艾美獎最佳女主角（先前連續五次提名皆未獲獎）。
慾望城市在2004年播映完畢時，有許多流言傳說將會開拍電影版，甚至劇本都完成了，但派克表示「完全不可能」。然而兩年後開始了開拍的計劃，電影和續集於2008年和2010年於全球上映。

### 之後的戲劇演出
除了電影和電視劇的演出之外，帕克也參與舞台劇的演出，曾經於大受好評的外百老匯戲劇《Sylvia]》擔任主角，與丈夫馬修·布羅德瑞克在《How to Succeed in Business Without Really Trying》演出，也於受東尼獎提名的《Once Upon A Mattress》演出。
2005年12月，帕克接演電影《婆家就是你家》（The Family Stone），因而獲得金球獎喜劇類最佳女主角的提名。接著，她和马修·麦康纳在愛情喜劇片《賴家王老五》（Failure to Launch）共同演出，獲得北美週末票房第一，達2400萬美金。帕克之後擔任製作人，根據Rebecca Gilman的劇本，製作並演出一獨立電影《Spinning Into Butter》。

### 時尚產業
帕克是一位時尚的指標人物，對時尚產業有很大的影響力。2000年時，她主持了MTV電影大獎，換了超過15套服裝。
她也成為許多世界知名時尚品牌的廣告代言者，2003年8月，她與卡尼爾簽訂電視和平面廣告的合同，宣傳美髮產品。2004年，她和美國知名服飾品牌Gap簽約，但合約在2005年春天終止，Gap轉而跟英國靈魂歌手喬絲·史東合作。
除了擔任品牌代言人外，帕克在2005年發表了自己的香水產品，叫做「Lovely」。2007年3月，她宣布創立自己的時尚品牌「Bitten」，與平價服飾品牌Steve & Barry's合作，產品在2007年6月7日正式上市，其特色為每件服飾單品皆低於20美元，只在Steve & Barry's店鋪販售。2007年7月，Lovely香水大受好評後，帕克發表了她第二個香水「Covet」。同年，帕克於知名實境秀《決戰時裝伸展台》第四季擔任嘉賓和客座評審。

### 個人生活
帕克曾經於1984年至1991年間和演員小勞勃·道尼交往，兩人當時是於拍攝電影《Firstborn》時認識，因為道尼有吸食毒品的問題，使得他們的感情生變，帕克於談到當時的感情時，表示說這段感情是她在維持的。當帕克在1990年代初嶄露頭角時，她認識了記者小約翰·甘迺迪（John Kennedy Jr.）並與他交往了幾個月。之後跟歌手兼作曲人喬書亞·凱迪森（Joshua Kadison）交往，當時凱迪森曾將他們倆的感情寫成一首曲名為〈Jessie〉的歌曲。
1997年5月19日，帕克嫁給演員馬修·布羅德瑞克（Matthew Broderick），兩人的結合是由她的弟弟撮合的，婚禮於一個具歷史性的猶太教堂舉行，位在曼哈頓下東城，夫妻倆都認為他們是文化本質上的猶太人。他們的第一個兒子詹姆斯·威爾基·布羅德瑞克（James Wilkie Broderick）於2002年10月28日出生，其名來布羅德瑞克的父親詹姆斯·布羅德瑞克（James Broderick），而中間名是來自夫妻倆相當喜愛的作家威爾基·柯林斯（Wilkie Collins）。
夫妻倆現在居於紐約市，常常在他們位於愛爾蘭多尼戈爾郡的度假小屋度假。帕克是好萊塢女性政治委員的一員，也是聯合國兒童基金會的藝術表演代表，2006年，她擔任基金會大使拜訪賴比瑞亞，並表示：「這是一個不受到注意的地方，所以我們得試試讓它受到注意。」除此之外，帕克也是美國的聯合國兒童基金會希望大使（UNICEF Goodwill Ambassador）。

## 演出作品
| 年份      | 英文片名                             | 中文片名             | 角色                                    | 備註                           |
| --------- | ------------------------------------ | -------------------- | --------------------------------------- | ------------------------------ |
| 1974      | The Little Match Girl                | 賣火柴的女孩         |                                         |                                |
| 1982      | Square Pegs                          |                      | Patty Greene                            | 第1季（1982-1983）             |
| 1983      | Somewhere Tomorrow                   |                      | Lori Anderson                           |                                |
| 1984      | Footloose                            | 渾身是勁             | Rusty                                   |                                |
| 1985      | Girls Just Want to Have Fun          | 飛出校園             | Janey Glenn                             |                                |
| 1986      | A Year in the Life                   |                      | Kay Erickson (The "Free Spirited" girl) | 迷你影集，在1987至1988年間播映 |
| 1986      | Flight of the Navigator              | 領航員               | Carolyn McAdams                         |                                |
| 1991      | L.A. Story                           | 愛就是這麼奇妙       | SanDeE*                                 |                                |
| 1992      | In the Best Interest of the Children |                      | Callie Cain                             |                                |
| 1992      | Honeymoon in Vegas                   | 今夜你寂寞嗎？       | Betsy/Donna                             |                                |
| 1993      | Striking Distance                    | 終極警探總動員       | Jo Christman/Det. Emily Harper          |                                |
| 1993      | Hocus Pocus                          | 女巫也瘋狂           | Sarah Sanderson                         |                                |
| 1994      | Ed Wood                              | 艾活傳               | Dolores Fuller                          |                                |
| 1995      | Miami Rhapsody                       |                      | Gwyn Marcus                             |                                |
| 1996      | Mars Attacks!                        | 星戰毀滅者           | Nathalie Lake                           |                                |
| 1996      | If Lucy Fell                         | 愛在布魯克林橋       | Lucy Ackerman                           |                                |
| 1996      | The First Wives Club                 | 大老婆俱樂部         | Shelly Stewart                          |                                |
| 1996      | Extreme Measures                     | 非常手段             | Jodie Trammel                           |                                |
| 1997      | 'Til There Was You                   |                      | Francesca Lanfield                      |                                |
| 1998      | Sex and the City                     | 慾望城市             | Carrie Bradshaw（凱莉·布雷蕭）          | 共6季（1998-2004）             |
| 1999      | Dudley Do-Right                      | 王牌騎警             | Nell Fenwick                            |                                |
| 2000      | State and Main                       | 慾望小鎮             | Claire Wellesley                        |                                |
| 2001      | Life Without Dick                    | 肉腳殺手俏女友       | Colleen Gibson                          | 未上映，直接發行影片           |
| 2005      | The Family Stone                     | 婆家就是你家         | Meredith Morton                         |                                |
| 2006      | Strangers with Candy                 |                      | Peggy Callas                            |                                |
| 2006      | Failure to Launch                    | 賴家王老五           | Paula（寶拉）                           |                                |
| 2007      | Spinning Into Butter                 |                      | Sarah Daniels                           |                                |
| 2008      | Smart People                         | 聰明人               | Janet Hartigan                          |                                |
| 2008      | Sex and the City: The Movie          | 慾望城市             | Carrie Bradshaw（凱莉·布雷蕭）          |                                |
| 2009      | Did You Hear About the Morgans?      | 名牌冤家             | Meryl Morgan                            |                                |
| 2010      | Sex and the City 2                   | 慾望城市2            | Carrie Bradshaw（凱莉·布雷蕭）          |                                |
| 2011      | I Don't Know How She Does It         | 凱特的慾望日記       | Kate Reddy（凱特·雷迪）                 |                                |
| 2011      | New Year's Eve                       | 101次新年快樂        | Kim Doyle                               |                                |
| 2012      | Glee (Season 4)                      | 歡樂合唱團           | Isabelle Wright （伊莎貝爾·賴特）       | 第四季經常性客串角色           |
| 2015      | All Roads Lead to Rome               | 享受吧！羅馬         | Maggie Falk（瑪吉·福爾克）              |                                |
| 2016      | Divorce                              | 離婚歐賣尬           | (Frances)法蘭西斯                       | 共3季                          |
| 2021–2025 | And Just Like That...                | 慾望城市：華麗下半場 | Carrie Bradshaw（凱莉·布雷蕭）          |                                |
| 2022      | Hocus Pocus 2                        | 女巫也瘋狂2          | Sarah Sanderson                         |                                |

## 外部連結
- 莎拉·潔西卡·帕克在互联网电影资料库（IMDb）上的資料（英文）
- 互聯網百老匯資料庫（IBDB）上莎拉·潔西卡·帕克的資料（英文）
- 莎拉·潔西卡·帕克在TV.com
- People.com的莎拉·潔西卡·帕克。
- 在Inside the Actors Studio的生平介紹
- 在Playbill網站的生平介紹
- 在《慾望城市》官方網站的生平介紹 （页面存档备份，存于）

### 訪談
- http://www.thecinemasource.com/celebrity/interviews/Sarah-Jessica-Parker-Sex-Appeal-interview-667-0.html （页面存档备份，存于）
- "Life After Tomorrow" 2006 （页面存档备份，存于）
- BBC interview （页面存档备份，存于）（2005年12月）
- FemaleFirst.uk interview （页面存档备份，存于）（2005年12月13日）
- Sarah Jessica Parker Interview